# Silo (geslacht)
Silo is een geslacht van schietmotten van de familie Goeridae.

## Soorten
- S. alupkensis AV Martynov, 1917
- S. brevicornis Ulmer, 1912
- S. chrisiammos H Malicky, 1984
- S. graellsii E Pictet, 1865
- S. mediterraneus R McLachlan, 1884
- S. nigricellus S Matsumura, 1907
- S. nigricornis (F.J. Pictet, 1834)
- S. pallipes (Fabricius, 1781)
- S. piceus (Brauer, 1857)
- S. proximus AV Martynov, 1913
- S. rufescens (P Rambur, 1842)
- S. tuberculatus AV Martynov, 1909